# Jackson (Georgia)
Jackson – miasto w Stanach Zjednoczonych, w stanie Georgia, w hrabstwie Butts.

## Znane osoby
W Jackson urodziła się Mallory Burdette, amerykańska tenisistka.